# Nuno Soares Velho (filho de Soeiro Guedes)
Nuno Soares Velho, filho de Soeiro Guedes e de Aldonça Guterres da Silva, foi um rico-homem medieval do Condado Portucalense tendo sido pelo casamento um dos senhores feudais da Maia. 

## Matrimónio e descendência
Casou com Ausenda Todereis, filha de Teodoredo Fromarigues "Cid" e de Farégia.[a] Deste casamento teve:
- Soeiro Nunes Velho que casou com Aldonça Nunes ou com Teresa Anes de Penela.[2]
- Pala "devota", nascida antes de 1087.[3]
- Elvira Nunes, que aparece na documentaçao em 1112.[3]
- Gontinha Nunes (morta em 1108), casada com Paio Godins de Azevedo (morto antes de 1108), [3] senhor do Couto de Azevedo